# Reducerea numărului de calorii

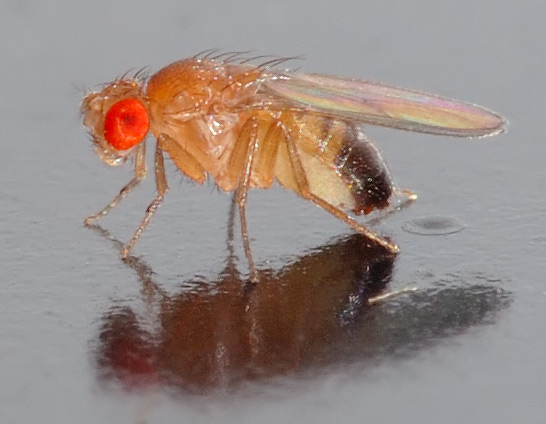
Reducerea numărului de calorii la Drosophila melanogaster a dus la prelungirea vieții

Reducerea numărului de calorii  este o formă de cură de slăbire ce atinge limite între 30 și 50% din caloriile consumate înainte de începerea curei. Această metodă, considerată a prelungi tinerețea și viața în general, este foarte criticată de unii specialiști, care sunt de părere că duce la subnutriție. 
La o serie de organisme animale model s-a reușit demonstrarea, prin dietă, efectul de potențiere a menținerii a sănătății și prelungirea vieții.
Datorită factorilor numeroși și complecși, nu s-a reușit demonstrarea efectului pozitiv la om prin metoda reducerii numărului de calorii.